# Agenzia U.N.C.L.E.
Agenzia U.N.C.L.E. (The Girl from U.N.C.L.E.) è una serie televisiva statunitense in 29 episodi trasmessi per la prima volta nel corso di una sola stagione dal 1966 al 1967. È una serie d'azione incentrata sulle vicende dei due agenti segreti April Dancer e Mark Slate che lavorano per l'agenzia U.N.C.L.E.. È uno spin-off di Organizzazione U.N.C.L.E.: i personaggi di April Dancer e Mark Slate compaiono per la prima volta nel 23º episodio della seconda stagione di Organizzazione U.N.C.L.E., intitolato Operazione raggio di Luna (The Moonglow Affair), andato in onda in prima televisiva il 25 febbraio 1966.
La serie non fu un successo come la serie originaria e fu cancellata dopo 29 episodi a causa dei bassi ascolti. Diversi episodi in crossover furono prodotti in collaborazione con Organizzazione U.N.C.L.E.. Nonostante questi tentativi incrociati di promozione con la serie madre - Harrison appare nel ruolo di Slate in un episodio di Organizzazione U.N.C.L.E., mentre Robert Vaughn appare nel ruolo di Napoleon Solo in un episodio di Agenzia U.N.C.L.E. - la serie non riuscì a ritagliarsi un proprio spazio e durò solo una stagione.

## Trama
L'agente April Dancer lavora per l'agenzia segreta U.N.C.L.E. (acronimo di United Network Command for Law and Enforcement) e si trova spesso in missioni sotto copertura, spesso contro l'organizzazione criminale denominata "TRUSH". Ad aiutarla nelle sue missioni è il collega Mark Slate. I due fanno capo ad Alexander Waverly (personaggio ricorrente anche della serie originaria, rappresenta uno dei primi casi di personaggi regolari di serie televisive che partecipano a più di una serie in onda contemporaneamente).

## Personaggi e interpreti
- April Dancer (29 episodi, 1966-1967), interpretata da Stefanie Powers.
- Mark Slate (29 episodi, 1966-1967), interpretato da Noel Harrison.
- Alexander Waverly (29 episodi, 1966-1967), interpretato da Leo G. Carroll.
- Randy Kovacs (7 episodi, 1966-1967), interpretato da Randy Kirby.
- Miss Ibsen (5 episodi, 1966-1967), interpretata da Thordis Brandt.
- Cavalier (5 episodi, 1966-1967), interpretato da Fred M. Waugh.
- Bebe (3 episodi, 1967), interpretato da Harvey Jason.
- William Muckleston (3 episodi, 1966-1967), interpretato da Arthur Malet.

### Guest star
Tra le guest star: Edward Asner, Joan Blondell, Tom Bosley, John Carradine, Jack Cassidy, Ellen Corby, Wally Cox, Yvonne De Carlo, Dom DeLuise, Bernard Fox, Stan Freberg, Boris Karloff, Peggy Lee, Fernando Lamas, Raymond Massey, Luciana Paluzzi, Ruth Roman, Gena Rowlands, Olan Soule, Ann Sothern, Leslie Uggams, Robert Vaughn, Carol Wayne, Michael Wilding.

## Produzione
La serie fu prodotta da Arena Productions e MGM Television Le musiche furono composte da Dave Grusin e Richard Shores. Il nome del personaggio "April Dancer" fu suggerito dal creatore di James Bond, Ian Fleming, che fu consulente nella creazione della serie principale poco prima della sua morte.

### Registi
Tra i registi della serie sono accreditati:
- Barry Shear in 7 episodi (1966-1967)
- John Brahm in 6 episodi (1966-1967)
- E. Darrell Hallenbeck in 3 episodi (1966-1967)
- Mitchell Leisen in 3 episodi (1966-1967)
- Alf Kjellin in 2 episodi (1966-1967)
- Richard C. Bennett in 2 episodi (1967)

### Sceneggiatori
Tra gli sceneggiatori della serie sono accreditati:
- Sam Rolfe in 29 episodi (1966-1967)
- Tony Barrett in 4 episodi (1966-1967)
- John O'Dea in 3 episodi (1966-1967)
- Arthur Rowe in 3 episodi (1966-1967)
- Berne Giler in 2 episodi (1966-1967)
- Robert Hill in 2 episodi (1966-1967)
- Boris Sobelman in 2 episodi (1966-1967)
- Arthur Weingarten in 2 episodi (1966-1967)
- Joseph Calvelli in 2 episodi (1966)
- Warren Duff in 2 episodi (1967)

## Distribuzione
La serie fu trasmessa negli Stati Uniti dal 13 settembre 1966 all'11 aprile 1967 sulla rete televisiva NBC. In Italia è stata trasmessa su Rai 1 con il titolo Agenzia U.N.C.L.E..
Alcune delle uscite internazionali sono state:
- negli Stati Uniti il 13 settembre 1966 (The Girl from U.N.C.L.E.)
- in Francia il 26 gennaio 1969 (Annie, agent très spécial)
- in Finlandia (April, agenttityttö)
- in Messico (La chica de C.I.P.O.L.)
- in Italia (Agenzia U.N.C.L.E.)

## Romanzi e rivista
The Girl from U.N.C.L.E. fu pubblicata anche in cinque romanzi originali:
- The Birds of a Feather Affair di Michael Avallone
- The Blazing Affair di Michael Avallone
- The Global Globules Affair - Simon Latter (pubblicato in Francia come L'affaire des Globules)
- The Golden Boats of Tatadata Affair - Simon Latter (pubblicato solo nel Regno Unito)
- The Cornish Pixie Affair - Peter Leslie (pubblicato solo nel Regno Unito)

A differenza della serie, la trama dei romanzi è molto più seriosa e il personaggio di April è costretto ad affrontare situazioni molto più gravi e pericolose.
Inoltre è stata pubblicata anche una rivista dal titolo A Girl from U.N.C.L.E. che ebbe vita breve.

## Episodi
| Stagione       | Episodi | Prima TV USA |
| -------------- | ------- | ------------ |
| Prima stagione | 29      | 1966-1967    |